# 아내의 윤리
"아내의 윤리"는 한국에서 제작된 김영화 감독의 1941년 영화이다. 김한 등이 주연으로 출연하였고 김영화 등이 제작에 참여하였다.

## 출연

### 주연
- 김한
- 전택이
- 지경순
- 김신재

## 기타
- 조명: 김성춘